# Mikkjal Á Bergi
Mikkjal Á Bergi (3 februari 1997) is een voetballer die uitkomt voor de Faeröer. Hij heeft drie interlands gespeeld.
| Interlands van Mikkjal Á Bergi voor de Faeröer -17 | Interlands van Mikkjal Á Bergi voor de Faeröer -17 | Interlands van Mikkjal Á Bergi voor de Faeröer -17 | Interlands van Mikkjal Á Bergi voor de Faeröer -17 | Interlands van Mikkjal Á Bergi voor de Faeröer -17 | Interlands van Mikkjal Á Bergi voor de Faeröer -17 |
| №                                                  | Datum                                              | Wedstrijd                                          | Uitslag                                            | Soort wedstrijd                                    | Goals                                              |
| -------------------------------------------------- | -------------------------------------------------- | -------------------------------------------------- | -------------------------------------------------- | -------------------------------------------------- | -------------------------------------------------- |
| 1.                                                 | 17 oktober 2013                                    | Nederland - Faeröer                                | 4 - 0                                              | Kwalificatie EK -17 2013                           | 0                                                  |
| 2.                                                 | 19 oktober 2013                                    | Georgië - Faeröer                                  | 2 - 0                                              | Kwalificatie EK -17 2013                           | 0                                                  |
| 3.                                                 | 22 oktober 2013                                    | Faeröer – San Marino                               | 1 – 0                                              | Kwalificatie EK -17 2013                           | 0                                                  |